# Simoesjir
Simoesjir (Russisch: Симушир; Simušir, Japans: 新知島; Shinchi-jima , Aino シムシㇼ; Shimushir), wat Groot Eiland in Aino betekent, is een onbewoond vulkanisch eiland nabij het midden van de Koerilen in de Zee van Ochotsk in het noordwesten van de Stille Oceaan. Het Russische eiland stond voorheen bekend als Marikan.

## Geschiedenis
Ten tijde van het eerste Europees contact werd Simoesjir bewoond door de Aino. Het eiland staat op een kaart uit 1644 met de territoria van het Matsumae-domein, een feodaal domein uit de Edoperiode van Japan, en deze eigendommen werden officieel bevestigd door het Tokugawa-shogunaat in 1715. De Russische ontdekkingsreiziger Gerasim Izmailov strandde in het begin van de jaren 1770 op Simoesjir. De soevereiniteit ging aanvankelijk naar Rusland onder de voorwaarden van het Verdrag van Shimoda, maar werd aan het Japans Keizerrijk overgedragen volgens het Verdrag van Sint-Petersburg, samen met de rest van de Koerilen-eilanden. Het eiland werd daaropvolgend beheerd als deel van het district Simoesjir van de subprefectuur Nemuro van Hokkaido. Kolonisten op het eiland leefden van de visserij en het fokken van poolvossen en rendieren. Tijdens de Tweede Wereldoorlog werd de burgerbevolking geëvacueerd naar de Japanse archipel en werd op Simoesjir een detachement van het Japans Keizerlijk Leger gelegerd. Het eiland werd tijdens de Slag om de Koerilen-eilanden zonder weerstand aan de Sovjet-troepen overgegeven.
Onder de Sovjet-Unie werd de Broutonbaai tussen 1987 en 1994 door de Sovjet-marine gebruikt als geheime onderzeebootbasis en het eiland had toen een bevolking van ongeveer 3000 mensen. De overblijfselen van de basis zijn nu nog duidelijk te zien op satellietbeelden.
Tegenwoordig is het eiland onbewoond. Het wordt nu beheerd als onderdeel van de oblast Sachalin van de Russische Federatie.

## Geografie

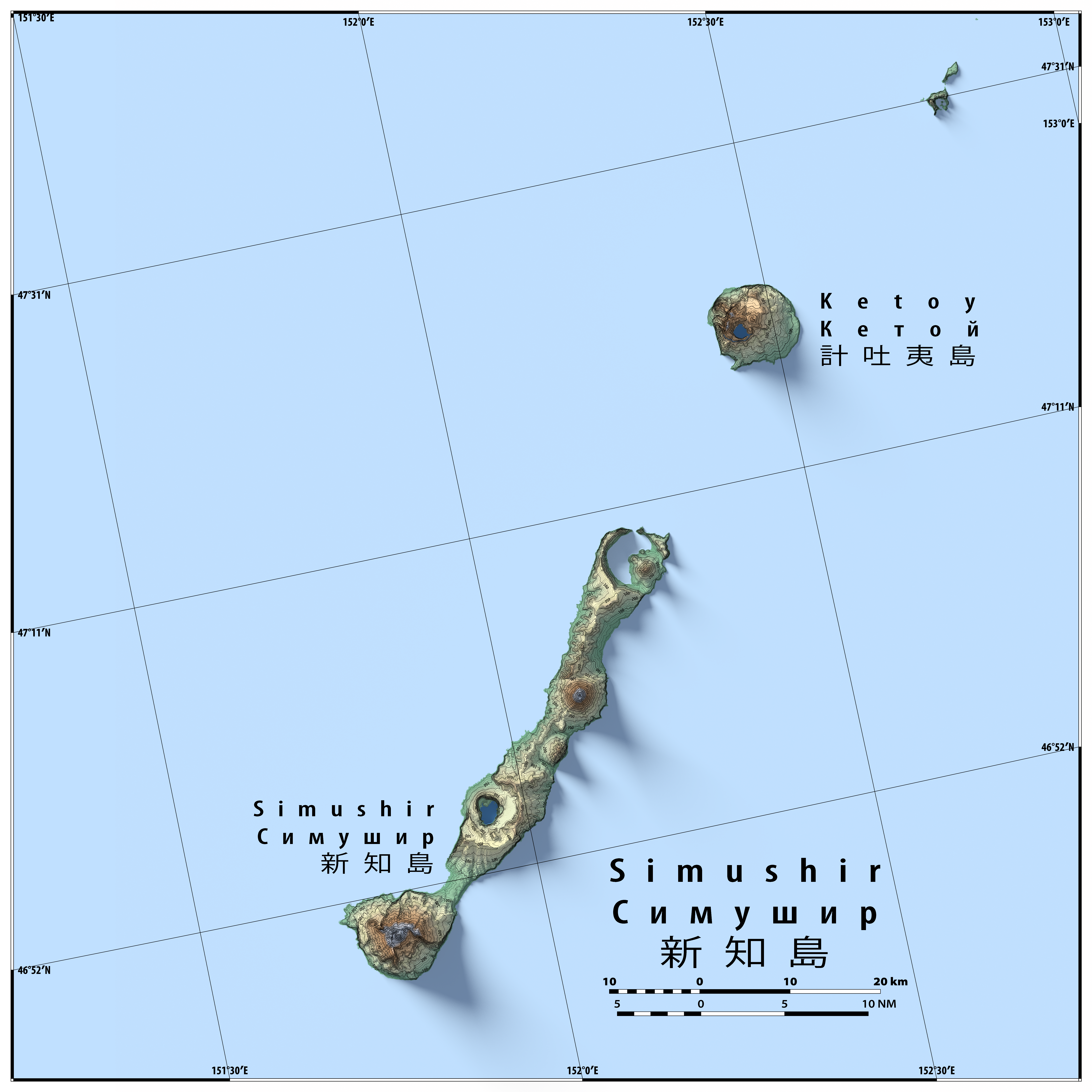
Topographic map of Simushir

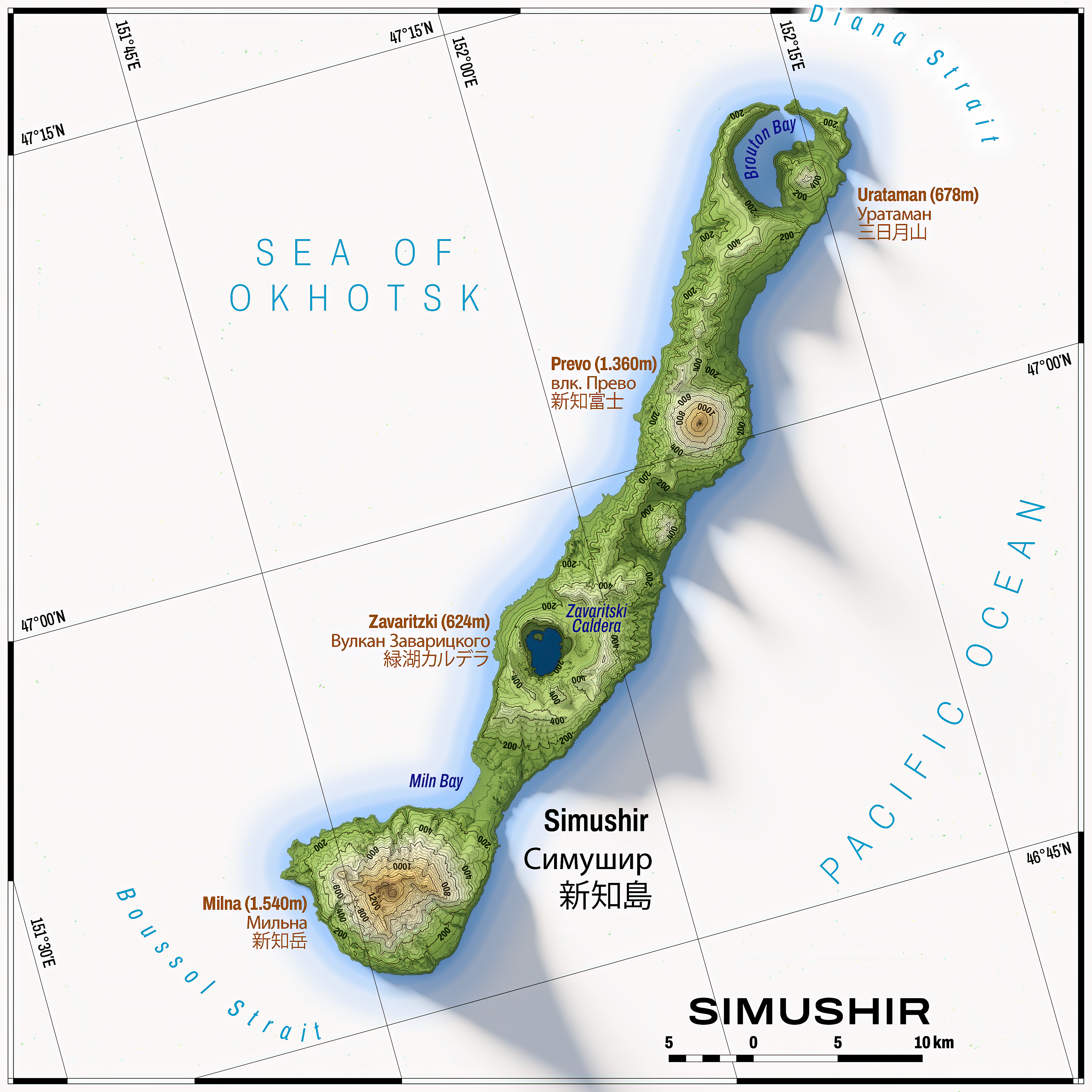
Detailed map of Simushir

Simoesjir is zeer langwerpig en bestaat uit een reeks stratovulkanen. Het eiland heeft een lengte van 59 kilometer met een breedte van 13 kilometer en een oppervlakte van 227,6 vierkante kilometer.
De volgende vulkanen bevinden zich (van noordoost naar zuidwest) op het eiland:
- Oeratman (Russisch: Уратман; Oeratman, Japans: 三日月山; Mikazuki Yama), 878 meter hoog. De Broutonbaai, met een diepte van slechts 2,5 meter bij de ingang tot 240 meter in het midden, is een half verzonken caldeira van deze vulkaan.
- Prevo (Russisch: влк. Прево; vlk. Prevo, Japans: 新知富士; Shimushiru Fuji), met een hoogte van 1.360 meter. Er zijn slechts twee uitbarstingen van de Prevo bekend. De grootste hiervan produceerde in de jaren 1760 pyroclastische stromen die alle vegetatie aan de voet van de vulkaan vernietigden. Zwakke explosieve activiteit vond plaats tijdens de meest recente uitbarsting, aan het begin van de 19e eeuw. Toen bereikten lavastromen vanaf de top beide kusten van het midden van Simoesjir, en vormde hij een symmetrische kegel die doet denken aan de Fuji. Op de top bevindt zich een 450 × 600 meter grote topkrater met een klein kratermeer.
- Zavaritzki (Russisch: Вулкан Заварицкого; Vulkan Zavaritskogo, Japans: 緑湖カルデラ; Midoriko Karudera), met een hoogte van 624 meter en een caldeirameer van 2 × 3 kilometer. Verschillende jonge kegels en lavakoepels bevinden zich in de buurt van de oevers van het meer. Een lavakoepel, ontstaan in de uitbarstingen van 1916 en 1931, vormde een klein eiland in het noordelijke deel van het meer. In 1957 resulteerden explosieve uitbarstingen in een nieuwe lavakoepel van 350 meter breed en 40 meter hoog, waardoor het meer kromp.
- Milna (Russisch: Мильна; Mylʹna, Japans: 新知岳; Shimushiru Dake), met een hoogte van 1.540 meter, is het hoogste punt van het eiland. Deze vulkaan barstte uit in 1881 en in 1914. De buitenste flanken van de steile berg worden doorsneden door diepe geulen, met lavastromen die zich uitstrekken tot aan de zee. De drie kilometer brede caldeira is door ijstijden aan de zuidkant doorbroken.
- Gorjasjtsjaja Sopka (Russisch: Горящая Сопка; Goryashtaya Sopka, Japans: 焼山; Yake Yama), met een hoogte van 891 meter, ligt aan de zuidwestkant van het eiland. Deze vulkaan barstte uit in 1881 en in 1914.

## Klimaat
Ondanks zijn gematigde breedte, geeft de krachtige Oyashio op de westelijke flank van het lagedrukgebied bij de Aleoeten Simoesjir een koud en zeer nat subarctisch klimaat (Köppen Dfc) dat zelfs bijna kwalificeert als een poolklimaat (ET), wat in laaggelegen gebieden alleen zou worden verwacht op breedtegraden van ongeveer 20 graden ofwel 2.200 kilometer verder naar het noorden. In tegenstelling tot typische subarctische of polaire klimaten zijn de winters echter slechts matig streng en is er geen permafrost, aangezien de gemiddelde jaartemperatuur rond de 2,8 °C ligt en de temperatuur nooit onder −22,2 °C is gedaald. De extreme winden die in de winter gemiddeld met maar liefst 43 kilometer per uur waaien zorgen er echter voor dat het veel kouder aanvoelt. De zomers zijn mild, maar buitengewoon bewolkt met mist op 6 van de 7 dagen in de zomer en minder dan 1.100 zonuren per jaar, wat vergelijkbaar is met Reykjavik of het extreem mistige Sichuanbekken. Zonneschijn komt het meest voor in de natste maanden september en oktober, wanneer de zware regen de laaghangende mist verwijdert, maar heldere dagen zijn in elk jaargetijde uiterst zeldzaam.
| Maand                          | jan   | feb   | mrt   | apr   | mei   | jun   | jul   | aug   | sep   | okt   | nov   | dec   | Jaar    |
| ------------------------------ | ----- | ----- | ----- | ----- | ----- | ----- | ----- | ----- | ----- | ----- | ----- | ----- | ------- |
| Hoogste maximum (°C)           | 10,0  | 8,0   | 11,1  | 19,2  | 25,0  | 28,1  | 32,0  | 31,0  | 26,8  | 20,9  | 18,3  | 11,3  | 32,0    |
| Gemiddeld maximum (°C)         | −2,5  | −3,0  | −1,4  | 3,3   | 7,2   | 9,1   | 12,5  | 14,7  | 13,8  | 10,1  | 4,6   | 0,1   | 5,7     |
| Gemiddelde temperatuur (°C)    | −4,5  | −5,0  | −3,4  | 0,7   | 3,6   | 5,5   | 8,8   | 10,7  | 10,2  | 7,2   | 2,0   | −2,0  | 3,1     |
| Gemiddeld minimum (°C)         | −6,9  | −7,4  | −5,9  | −1,9  | 0,7   | 2,6   | 5,4   | 7,2   | 6,8   | 3,9   | −0,7  | −4,5  | −0,1    |
| Laagste minimum (°C)           | −22,2 | −22,2 | −19,0 | −11,8 | −5,0  | −6,1  | 0,3   | 0,6   | 0,0   | −7,2  | −12,8 | −18,9 | −22,2   |
|                                |       |       |       |       |       |       |       |       |       |       |       |       |         |
| Neerslag (mm)                  | 74,2  | 81,9  | 82,0  | 88,6  | 112,3 | 72,1  | 96,5  | 121,5 | 163,9 | 151,3 | 132,9 | 91,6  | 1.268,8 |
| Zonuren (uur/dag)              | 31,0  | 44,8  | 86,8  | 117,0 | 124,0 | 111,0 | 102,3 | 102,0 | 132,0 | 130,2 | 60,0  | 33,0  | 89,7    |
| Regendagen (dag)               | 21,1  | 17,9  | 15,3  | 11,5  | 11,1  | 9,0   | 11,1  | 11,7  | 11,6  | 13,6  | 16,9  | 20,5  | 171,3   |
| Bron: HKO (precipitation days) |       |       |       |       |       |       |       |       |       |       |       |       |         |

## Fauna
In de lente nestelen de kuif- en de dwergalk, het vale stormvogeltje en de Japanse aalscholver op het eiland.